# Perroquet rouge et vert
?Necropsittacus borbonicus
Espèce
Le perroquet rouge et vert (?Necropsittacus borbonicus ou ?Psittacula borbonicus) est une espèce hypothétique de perroquets endémique de l'île de La Réunion, et qui se serait éteinte dans les années 1670.

## Description
Cette espèce hypothétique n'est connue que par un seul élément, une description de Dubois datant de 1671-72 : « perroquets verts de même grosseur, ayant la tête, le dessus des ailes et la queue couleur de feu ». Il est présumé que dans sa description, Dubois compare la taille du perroquet à celle de Psittacula eques eques, aussi endémique de la Réunion et disparu entre 1734 et 1763.
On ne connaît aucun ossement fossile ou subfossile de cette espèce.

## Disparition
La seule description de l'espèce date de 1671-72. Il est donc fort probable que si elle a réellement existé, elle ait disparu peu après cette date. Cheke remarque que personne ne la mentionne après l'introduction de rats sur l'île, et qu'il est donc possible qu'elle ait été en voie d'extinction (comme †Necropsittacus rodericanus) avant même l'arrivée des Européens.

## Taxinomie et controverse
En 1907, Rothschild le décrit sous le nom scientifique de Necropsittacus (?) borbonicus, supposant qu'il était apparenté à †Necropsittacus rodericanus, une espèce de perroquets endémique de l'île Rodrigues. Ceci résulte d'une erreur de sa part, puisqu'il a intégré la description de Dubois à sa description de l'apparence de N. rodericanus, ce qui fait qu'il pense que ces deux espèces se ressemblent physiquement. Le placement dans le genre Necropsittacus est donc erroné.
Pour l'ornithologue Julian Hume (2007), si cette espèce a réellement existé, elle était probablement apparentée à la Perruche alexandre (Psittacula eupatria). En effet, les plumes rouges sur la tête, le scapulaire et la queue sont typiques des espèces de la tribu des Psittaculini. Le nom de ?Psittacula borbonicus a été proposé.
Il a aussi été suggéré que l'oiseau vu par Dubois était en réalité un oiseau de compagnie étranger à l'île et qui se serait échappé.

### Sources
- Julian Pender Hume (2007), « Reappraisal of the parrots (Aves: Psittacidae) from the Mascarene Islands, with comments on their ecology, morphology, and affinities », Zootaxa, vol. 1513, p. 1-76. [PDF] Lire.
- Anthony S. Cheke (2013), « Extinct birds of the Mascarenes and Seychelles - a review of the causes of extinction in the light of an important new publication on extinct birds », Phelsuma 21 , p. 4-19. [PDF] Lire.